# Ulica Bagno w Warszawie

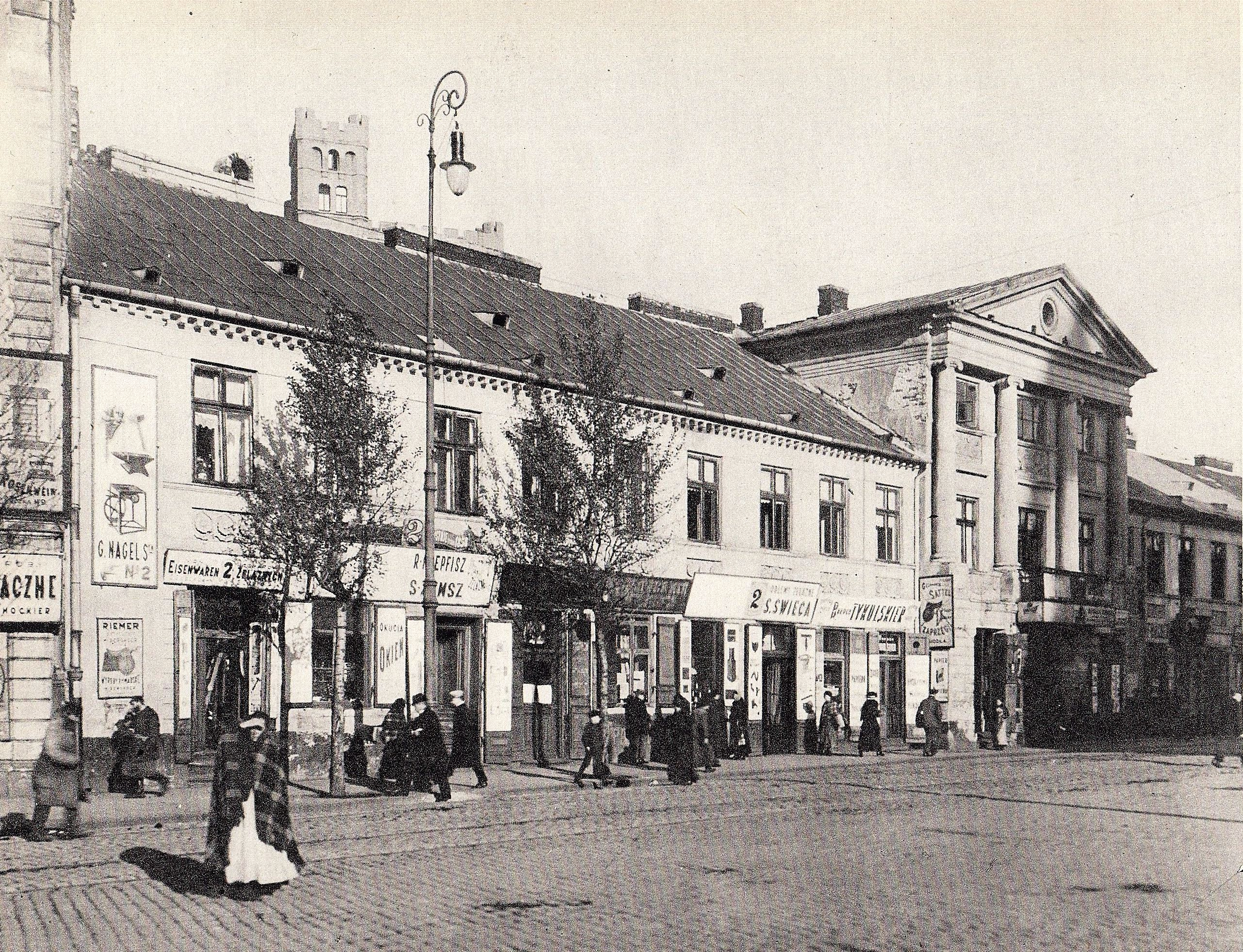
Fragment ulicy przed 1939 rokiem

Ulica Bagno – ulica w dzielnicy Śródmieście w Warszawie.

## Historia
Pierwotnie ulica stanowiła fragment ciągu ulic Wiejskiej, Brackiej i Zgoda, dawnego traktu z Ujazdowa do Grzybowa. W rejonie ulicy miała swoje źródła rzeka Bełcząca.
Ulica została wytyczona w XVIII wieku na terenie po osuszonych mokradłach. Nazwa ulicy została oficjalnie nadana w 1770 i jest przykładem (podobnie jak m.in. ulicy Topiel) odzwierciedlenia w nazwie ulicy jej charakterystyki topograficznej. Do wybuchu II wojny światowej łączyła plac Grzybowski z ulicą Świętokrzyską.
Od połowy XIX wieku aż do II wojny światowej przy ulicy działało targowisko ze starzyzną i żelastwem, nazywane Pociejowem. W okresie międzywojennym ulicę Bagno zamieszkiwała głównie ludność żydowska.
W listopadzie 1940 ulica w całości znalazła się w granicach warszawskiego getta. W grudniu 1940 roku rozpoczęto usuwanie z ulicy niewykorzystywanych od 1936 roku torów tramwajowych. W marcu 1941 z dzielnicy zamkniętej została wyłączona parzysta (wschodnia) strona ulicy Bagno, a mur getta został przesunięty na jej środek. Ulica wraz z całym tzw. małym gettem została włączona do „aryjskiej” części miasta w czasie wielkiej akcji deportacyjnej w sierpniu 1942.
W 1962 zapadła decyzja o wyburzeniu całej zabudowy ulicy; na jej miejscu powstało zaprojektowane przez Bohdana Gniewiewskiego i Jana Bogusławskiego osiedle mieszkaniowe Grzybów I, zaś na placu Grzybowskim zlikwidowano ruch tramwajowy. Bieg ulicy został zmieniony w 1965 przy budowie osiedla. Ulica stała się ślepym zaułkiem placu Grzybowskiego, biegnącym od placu w stronę ulicy Zielnej.
W czasach PRL ulica Bagno, choć mała, dała nazwę całemu kwartałowi kamienic i przyległych do niego, od strony ul. Świętokrzyskiej, pawilonów handlowych (obszar ulic Bagno, Zielnej i Próżnej oraz placu Grzybowskiego), będącemu rzadkim w powojennej Warszawie skupieniem w jednym miejscu dużej liczby małych, prywatnych sklepów, warsztatów rzemieślniczych i sprzedawców ulicznych. W kawiarence w pawilonach zbierali się tzw. cinkciarze – Bagno było głównym ośrodkiem nielegalnego wówczas handlu walutami.
W 2005 roku wylot ulicy w ulicę Zielną ujęto w podcieniu parteru nowego biurowca wchodzącego w skład kompleksu biurowego Centrum Zielna.

## Ważniejsze obiekty
- Kościół Wszystkich Świętych

## W kulturze
- W powieści Zły (1955) Leopolda Tyrmanda przy ulicy znajdowały się magazyny Spółdzielni Pracy „Woreczek”, będącej przykrywką dla organizacji przestępczej kierowanej przez Filipa Merynosa, wraz z kryjówką obywatela Kudłatego[10].
- Ulicę Bagno można zobaczyć w jednej ze scen komedii Miś (1981) Stanisława Barei[11].